# Savoia-Marchetti SM.90
Die Savoia Marchetti SM.90 war ein Passagierflugzeug des italienischen Herstellers Savoia-Marchetti aus den 1940er Jahren. Sie stellte eine Weiterentwicklung der SM.75 dar und ähnelte in ihrer Auslegung der Junkers Ju 52/3m. Bei der Konzeption wurde auf die Möglichkeit einer schnellen Umrüstung in eine Militärvariante Wert gelegt. Dem 1941 erstellten Prototyp der SM.90 folgte jedoch keine Serienproduktion.

## Geschichte
Die SM.90 war eine gestreckte Variante der SM.75 und für die zivile Luftfahrt vorgesehen; der Konstrukteur Alessandro Marchetti achtete jedoch darauf, dass sich das Flugzeug schnell auf eine Militärvariante umstellen ließ. In der SM.90 sollten alle Fehler, die bei der SM.75 gemacht wurden, vermieden und die Nutzlast sowie die Reisegeschwindigkeit erhöht werden. Der Prototyp wurde auf dem Flughafen Chions Taiedo gebaut und getestet. Ausgelegt als Tiefdecker mit drei Motoren blieb die SM.90 jedoch hinter den Erwartungen zurück, besonders die fehlende Panzerung gab letztendlich den Ausschlag. Der Antrieb wurde von drei Alfa Romeo-135-RC-32-Motoren mit je 1400 PS übernommen, diese waren aufgrund des höheren Startgewichts der SM.90 notwendig. Der Alfa Romeo 135 war ein luftgekühlter Doppelsternmotor mit 18 Zylindern.

## Testphase
Nach einer Testphase 1941 wurde das Flugzeug wegen technischer Probleme zu Gunsten von Neuentwicklungen aufgegeben. Das Flugzeug wurde 1943 nach Deutschland verbracht und wahrscheinlich dort demontiert.
Nach 1945 schlossen sich Caproni und Savoia Marchetti zusammen und wollten das Projekt SM.90 für den zivilen Sektor aufleben lassen, was jedoch nicht gelang. Starke Verkäufe der US Air Force von Douglas DC-3 übersättigten den Flugzeugmarkt, so dass man keinen Absatzmarkt für die zivile SM.90 fand.

## Technische Daten
| Kenngröße             | Daten                                                          |
| --------------------- | -------------------------------------------------------------- |
| Besatzung             | 3                                                              |
| Länge                 | 23,90 m                                                        |
| Spannweite            | 29,70 m                                                        |
| Höhe                  | 5,10 m                                                         |
| Flügelfläche          | 118,55 m²                                                      |
| Flügelstreckung       | 7,4                                                            |
| Leermasse             | 9800 kg                                                        |
| Startmasse            | 15.200 kg                                                      |
| Antrieb               | 3 × Sternmotor Alfa Romeo 135 RC 32 mit je 1.400 PS (1.030 kW) |
| Höchstgeschwindigkeit | 480 km/h                                                       |
| Reisegeschwindigkeit  | 405 km/h                                                       |
| Dienstgipfelhöhe      | 6800 m                                                         |
| Reichweite            | 2800 km                                                        |
| Nutzlast              | bis zu 30 Passagiere oder 24 Soldaten                          |